# José Luis Paniagua
José Luis Paniagua (San José, 9 de febrero de 1960 – Bogotá, 6 de mayo de 2013) fue un actor de televisión costarricense nacionalizado colombiano. 
Desde 1989 hasta el 2000 estuvo casado con la actriz Nórida Rodríguez, con la que tuvo una hija llamada Juliana. Fue un destacado miembro de masonería colombiana.
Falleció el 6 de mayo de 2013 a causa de complicaciones médicas provocadas por un cáncer de estómago.

## Filmografía

### Televisión
| Año  | Título                              | Personaje                             |
| ---- | ----------------------------------- | ------------------------------------- |
| 2011 | Infiltrados                         |                                       |
| 2011 | Flor salvaje                        | Don Raimundo Rojas                    |
| 2010 | Ojo por ojo                         | Maelo                                 |
| 2009 | Pandillas, guerra y paz II          | Nostradamus                           |
| 2009 | El fantasma del Gran Hotel          | Tulio                                 |
| 2008 | El último matrimonio feliz          | Harold Peralta                        |
| 2004 | Amor de mis amores                  | Antonio                               |
| 2000 | Pandillas, guerra y paz             | Nostradamus                           |
| 2000 | La Caponera                         | Don Rogelio                           |
| 1999 | Unidad Investigativa                | Luis Carlos Galán/Campo Elías Delgado |
| 1998 | Hermosa Niña                        | Obando Durán                          |
| 1996 | Las ejecutivas                      | Arturo Martínez                       |
| 1996 | El día es hoy                       |                                       |
| 1994 | Candela                             | Julio Robles                          |
| 1994 | Tentaciones                         |                                       |
| 1993 | Pasiones secretas                   | Joaquín Moncada                       |
| 1992 | El hombre de la flor                |                                       |
| 1991 | La vida secreta de Adriano Espeleta | padre Joaquín Méndez                  |
| 1990 | Te voy a enseñar a querer           | Luis Carlos López                     |
| 1990 | Gitana                              | Luis Felipe                           |
| 1988 | Al final del arco iris              |                                       |
| 1987 | Alma Fuerte                         |                                       |
| 1987 | Lola Calamidades                    | Claudio Machado Cardona               |
| 1987 | El Divino                           | Mauro                                 |

## Cine
| Año  | Película          | Personaje     | País            |
| ---- | ----------------- | ------------- | --------------- |
| 1987 | El niño y el Papa | Marcel Marcel | México-Colombia |

## Teatro
| Año  | Obra                       |
| ---- | -------------------------- |
| 2007 | Serenata de amor con humor |
| 2006 | Romeo y Julieta            |

## Premios obtenidos
- Premios India Catalina - Mejor Actor/Actriz de Reparto por El Último Matrimonio Feliz.